# Janet Munro
Janet Munro (* 28. September 1934 in Blackpool; † 6. Dezember 1972 in London; eigentlich Janet Neilson Horsburgh) war eine britische Film- und Fernsehschauspielerin. Während ihrer vom Ende der 1950er bis Anfang der 1970er Jahre währenden Karriere spielte sie Rollen in mehr als 20 Film- und Fernsehproduktionen.

## Leben

### Anfänge und Zusammenarbeit mit Disney
Janet Munro wurde 1934 als Janet Neilson Horsburgh, Tochter des schottischen Schauspielers und Comedian Alex Munro (1911–1986, bürgerlicher Name: Alexander Horsburgh) und Phyllis Robertshaw, in England (anderen Angaben zufolge in Schottland) geboren. Schon als Kind assistierte sie ihrem Vater, der im Zweiten Weltkrieg im Rahmen der Truppenbetreuung die Mitglieder der Royal Air Force unterhielt. Später übernahm sie seinen Künstlernamen. Nach Arbeit am Theater erschien Munro Ende der 1950er Jahre in britischen Film- und Fernsehproduktionen. Sie debütierte mit der Nebenrolle der Effie in David MacDonalds Komödie Small Hotel (1957), der Verfilmung eines bekannten Theaterstückes. Ein Jahr zuvor hatte sie den populären britischen Schauspieler Tony Wright geheiratet.
Den Durchbruch als Schauspielerin feierte sie im Jahr 1958. Munro erhielt die weibliche Hauptrolle in Quentin Lawrences Science-Fiction-Film Die Teufelswolke von Monteville, der auf der erfolgreichen Serie The Trollenberg Terror basierte. Lob brachte ihr auch der Part einer jungen und scheinbar gehörlosen Irrenhaus-Patientin in Philip Savilles Fernsehspiel The Deaf Heart ein. Sie wurde daraufhin von den Lesern einer prominenten Zeitschrift zur „Miss Television of 1958“ gewählt. Im selben Jahr wurde der US-amerikanische Filmproduzent Walt Disney auf die brünette Schauspielerin aufmerksam und nahm sie unter Vertrag. Munro spielte danach Hauptrollen in mehreren Disney-Produktionen, darunter der Berg- und Abenteuerfilm Der dritte Mann im Berg und Dschungel der 1000 Gefahren, einer Adaption von Der Schweizerische Robinson. Erfolgreich agierte sie auch als Objekt der Begierde des jungen Sean Connery in dem Disney-Märchenfilm Das Geheimnis der verwunschenen Höhle. Der Part der hübschen irischen Gärtnerstochter wurde 1960 mit dem Golden Globe Award als Beste Nachwuchsdarstellerin prämiert, den sie gemeinsam mit unter anderem Angie Dickinson und Tuesday Weld gewann.

### Wechsel ins Erwachsenenfach
Nach Beendigung ihres Vertrages mit Disney Anfang der 1960er Jahre trennte sich Munro von dem Bild der temperamentvollen und unschuldigen Heldin, das sie auf beiden Seiten des Atlantiks bekannt gemacht hatte. Sie wandte sich wieder der Arbeit im britischen Film und Fernsehen zu, das ihr Erwachsenenrollen bot. Eine Nominierung als Beste britische Darstellerin für den Preis der British Film Academy brachte ihr 1963 die Hauptrolle in Basil Deardens Drama Brennende Schuld ein, in dem sie als Ehefrau und Mutter zu sehen ist, deren Kind an den Folgen eines Unfalls stirbt, nachdem der Vater (gespielt von Michael Craig) dem Mädchen aus religiösen Motiven die Bluttransfusion verweigert hat. Im selben Jahr gab sie in Ted Willis’ sozialkritischem Film Schule des süßen Lebens eine ihrer laut Kritikermeinung besten Darstellungen als „Gefallenes Mädchen“ vom Land, das trotz der aufrichtigen Liebe eines jungen Mannes (gespielt von John Stride) in London auf Abwege gerät und durch Selbstmord endet.

### Privatleben und früher Tod
Munro war zweimal verheiratet. Von 1956 bis 1959 (anderen Angaben zufolge von 1956 bis 1961) war sie die Ehefrau des Schauspielers Tony Wright (1925–1986). Von 1963 bis 1971 war sie mit ihrem drei Jahre älteren Schauspielkollegen Ian Hendry verheiratet, mit dem sie 1962 die Hauptrollen in dem Fernsehspiel Afternoon of a Nymph bekleidet hatte. Ab Mitte der 1960er Jahre begann Munros Karriere aufgrund eines Alkoholproblems zu stagnieren und sie konnte nicht mehr an frühere Erfolge anknüpfen. Sie erlitt zwei Fehlgeburten und absolvierte ihren letzten Filmauftritt in der Nebenrolle des alkoholkranken Popstars Carol Fancy in Der mysteriöse Mr. Sebastian mit Dirk Bogarde in der Titelrolle. Munros Ehe mit Ian Hendry wurde 1971 geschieden. Ein Jahr später starb sie im Alter von 38 Jahren an den Folgen einer Myokarditis und wurde im Golders Green Crematorium in London eingeäschert, wo sich auch ihre Asche befindet.

## Filmografie (Auswahl)
- 1957: Small Hotel
- 1958: Das Briefgeheimnis (The Young and the Guilty)
- 1958: Die Teufelswolke von Monteville (The Trollenberg Terror)
- 1959: Das Geheimnis der verwunschenen Höhle (Darby O’Gill and the Little People)
- 1959: Der dritte Mann im Berg (Third Man on the Mountain)
- 1959: Tommy, der Torero (Tommy the Toreador)
- 1960: Dschungel der 1000 Gefahren (Swiss Family Robinson)
- 1961: Der Tag, an dem die Erde Feuer fing (The Day the Earth Caught Fire)
- 1962: Brennende Schuld (Life For Ruth)
- 1963: Schule des süßen Lebens (Bitter Harvest)
- 1964: Kollege stirbt gleich (A Jolly Bad Fellow)
- 1964: Detektiv wider Willen (Daylight Robbery)
- 1968: Der mysteriöse Mr. Sebastian (Sebastian)

## Auszeichnungen
- 1960: Golden Globe Award als Beste Nachwuchsdarstellerin für Das Geheimnis der verwunschenen Höhle
- 1963: Nominierung für British Film Academy Award als Beste britische Darstellerin für Brennende Schuld